# 蒙德城 (伊利诺伊州)
蒙德城（英語：Mound City）是一個位於美國伊利諾州普瓦斯基縣的城市。根據2010年美國人口普查，該地人口為588人，而該地的面積約為1.90平方千米。同時該地也是普瓦斯基縣的縣治。

## 地理
蒙德城的座標為37°05′08″N 89°09′47″W / 37.08556°N 89.16306°W，而該地的平均海拔高度為97米（即318英尺）。